# Niederkalmberg
Niederkalmberg ist eine Ortschaft mit 50 Einwohnern in der Katastralgemeinde Clam der Marktgemeinde Klam im Bezirk Perg in Oberösterreich.

## Geographie
Niederkalmberg liegt auf 290 m ü. A. und grenzt im Westen und Nordwesten an die Ortschaft Untergaisberg in der Katastralgemeinde Innernstein der Marktgemeinde Münzbach, im Norden und Osten an die Ortschaft Oberkalmberg in der Katastralgemeinde Kalmberg der Marktgemeinde Bad Kreuzen und im Südosten an die Ortschaft Letten der Markt- und Katastralgemeinde Saxen. Innerhalb der Gemeinde Klam reichen im Süden die Ortschaften Unterhörnbach und Oberhörnbach und im Südwesten die Ortschaft Linden an Niederkalmberg heran.
In der Ortschaft mündet der Sulzbach in den Klambach, der Niederkalmberg von Norden nach Süden durchfließt. Im Klambachtal verläuft die Münzbacher Straße (L 1423), die in Saxen von der Donau Straße (B 3) abzweigt und über Klam und Münzbach nach Perg führt und dort wieder in die Donau Straße einmündet.

## Geschichte
Niederkalmberg war bis zu deren Auflösung 1875 Teil der selbständigen Ortsgemeinde Kalmberg, war aber dem Schulsprengels und der Pfarre Klam zugeordnet. Die Eingemeindung nach Klam wurde mit 14. Jänner 1877 vollzogen.